# Cratères de Mono-Inyo
Vous lisez un « article de qualité » labellisé en 2010.
Les cratères de Mono-Inyo (Mono-Inyo Craters en anglais) sont une chaîne volcanique qui s'étend sur quarante kilomètres du nord au sud, depuis le lac Mono jusqu'à Mammoth Mountain, au sein du comté de Mono, dans l'Est de l'État américain de Californie. Le champ volcanique de Mono Lake forme l'extrémité septentrionale de la chaîne et consiste en deux îles volcaniques dans le lac et un cône sur sa rive nord-ouest. La majeure partie des cratères de Mono, qui constituent l'essentiel de la partie septentrionale de la chaîne, sont des volcans phréato-magmatiques qui ont, depuis leur formation, été surmontés par des dômes de rhyolite et des coulées de lave. Les cratères d'Inyo constituent l'essentiel de la partie méridionale et sont très semblables aux précédents. L'extrémité méridionale de la chaîne, appelée Red Cones, est formée de cratères d'où sortent des fumerolles et de cônes de cendres, autour de Mammoth Mountain.
Les éruptions le long de l'étroit système de fissures présent sous la chaîne actuelle ont commencé entre 400 000 et 60 000 ans BP, sur la bordure occidentale de la caldeira de Long Valley. Mammoth Mountain se forme à cette époque. Les cratères de Mono naissent entre 40 000 et 600 ans BP et les cratères d'Inyo entre 5 000 et 500 ans BP, à la suite de nombreuses éruptions. Des coulées de lave, il y a 5 000 ans, construisent les Red Cones, tandis que les cratères de Mammoth Mountain apparaissent au cours du dernier millénaire. Le soulèvement de Paoha Island dans le lac Mono, il y a 250 ans, représente le dernier signe d'activité volcanique dans la chaîne. Ces éruptions proviennent vraisemblablement de petites poches de magma plutôt que d'une unique chambre magmatique volumineuse comme celle à l'origine de la caldeira de Long Valley, 760 000 ans BP. Au cours des trois derniers millénaires, les éruptions se sont succédé tous les 250 à 700 ans. En 1980, une succession de séismes et de déformations de terrain à l'intérieur et au sud de la caldeira ont indiqué un regain d'activité le long de la chaîne.
La région est occupée et exploitée par l'homme depuis des siècles. L'obsidienne est collectée par la tribu amérindienne des Mono Païutes pour la confection d'outils tranchants et de pointes de flèches. Cette roche à l'aspect vitreux continue à être extraite au XXIe siècle pour servir de décapant et de décoration. À la fin du XIXe et au début du XXe siècle, Mono Mills exploite le bois sur les pentes des volcans pour les besoins de Bodie. Des travaux hydrologiques sont réalisés à partir de 1941 afin d'alimenter l'aqueduc de Los Angeles à partir du lac Mono, à travers une conduite d'eau passant sous les cratères de Mono. En 1984, le champ volcanique de Mono Lake et une grande partie des cratères de Mono sont placés sous la protection de la Mono Basin National Scenic Area. Les installations dans la chaîne sont gérées par le service des forêts des États-Unis au sein de la forêt nationale d'Inyo. Diverses activités sont possibles, notamment la randonnée pédestre, l'observation ornithologique, la pratique du canoë-kayak, du ski et du vélo tout terrain.

## Toponymie
Le terme Mono est une variante de Monache qui désigne une tribu amérindienne, division de la branche numique des Uto-aztèques, dont le bassin de Mono est le territoire d'origine. Les Yokuts les appelaient probablement Monachi, « peuple des mouches », en raison de leur aliment de base et marchandise principale : les nymphes de la mouche Ephydra hians, présente en grande quantité sur les rives des lacs du Grand Bassin.
Il existe trois étymologies possibles pour le terme Inyo. Dans les années 1850, aucun nom n'apparaît au-dessus de la chaîne de montagnes à l'est du lac Owens sur des cartes représentant la région. Selon la première hypothèse (Chalfant), en avril 1860, vingt hommes menés par le colonel H.P. Russ et le Dr S.G. George organisent le Russ Mining District. Lorsqu'ils s'enquièrent du nom de la chaîne de montagne auprès des Indiens, leur leader Chief George leur aurait répondu « Inyo », qui pourrait se traduire par « résidence d'un grand esprit ». Selon la deuxième hypothèse, défendue par le linguiste Madison S. Beeler, Inyo dériverait de l'espagnol indio, « indien ». Selon la troisième hypothèse, la plus récente, inyo serait une forme grammaticale répandue en langues numiques et ïnï-yun signifierait en panamint « dangereux, effrayant ».

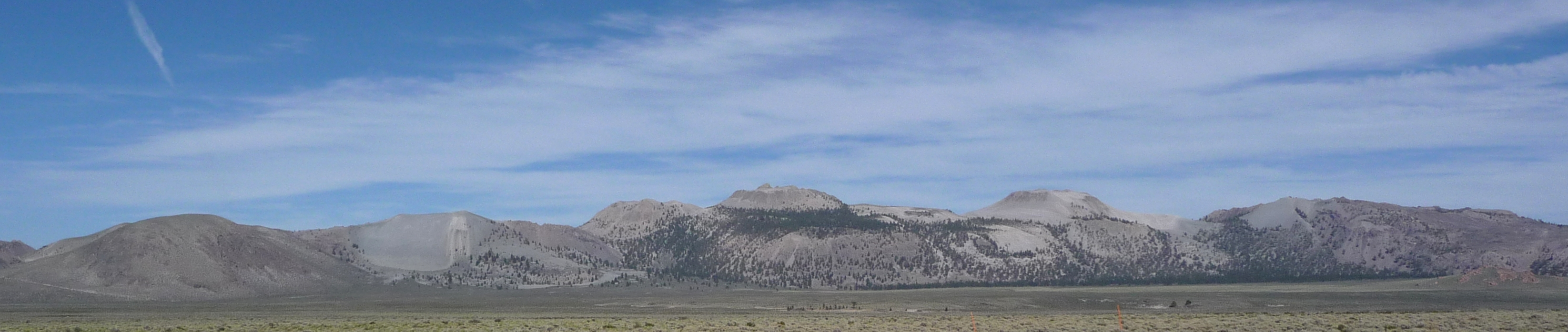
Vue panoramique des cratères de Mono depuis l'U.S. Route 395.

## Géographie

### Situation
Les cratères de Mono-Inyo forment une chaîne volcanique qui s'étend sur quarante kilomètres du nord au sud, depuis Mono Lake jusqu'à Mammoth Mountain, en passant par la bordure occidentale de la caldeira de Long Valley. Ils se trouvent au pied de l'escarpement oriental de la Sierra Nevada, dans le bassin de Mono, qui fait partie du Grand Bassin, au cœur de la forêt nationale d'Inyo. Administrativement, ils se situent au sein du comté de Mono, dans l'Est de l'État américain de Californie. La ville de Mammoth Lakes est la corporation municipale la plus proche, à l'extrémité méridionale de la chaîne. San Francisco est à 300 kilomètres à l'ouest et Los Angeles à 400 kilomètres au sud.

### Topographie

#### Cratères de Mono

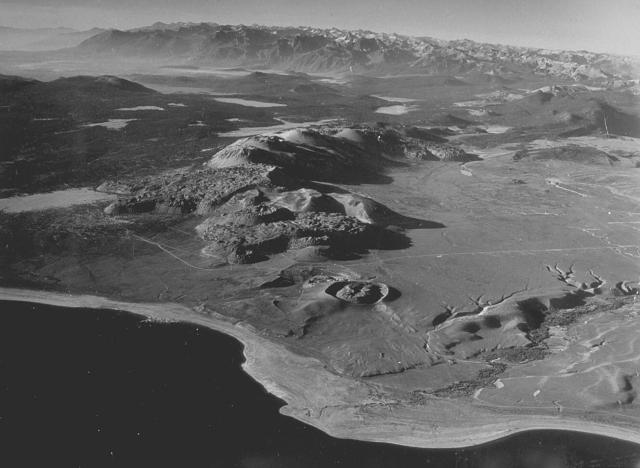
Vue aérienne de l'arc formé par les cratères de Mono, surmonté de dômes et de coulées de lave.

Les cratères de Mono forment un alignement de 17 kilomètres de long composé d'au moins vingt-sept cratères volcaniques, trois larges coulées de lave vitreuses en inversion de relief, divers cratères d'explosion et autres appareils volcaniques associés. Les dômes s'étendent sur un arc grossièrement orienté nord/sud, légèrement concave à l'ouest, au sud de Mono Lake. Le plus haut d'entre eux est Crater Mountain, avec 2 796 mètres d'altitude, qui s'élève 730 mètres au-dessus du niveau moyen de Pumice Valley à l'ouest. Les appareils volcaniques associés se trouvent dans Mono Lake, à savoir Paoha Island et Negit Island, et sur sa rive septentrionale avec Black Point. Les coulées en inversion de relief se rejoignent au nord et au sud de la chaîne de chevauchement des dômes. Des cratères sont présents au sommet de la plupart des dômes et dans les terrains plats au sud.

#### Cratères d'Inyo

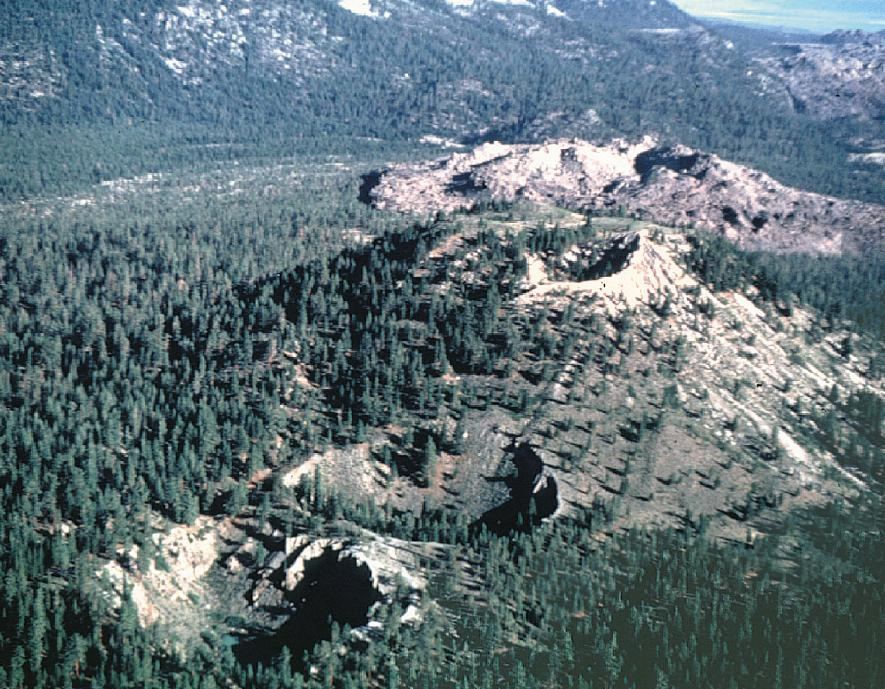
Vue aérienne des cratères d'Inyo, composés de cratères d'explosion et de coulées de lave vitreuse.

Les deux cratères les plus méridionaux d'Inyo consistent en des cratères ouverts au milieu d'une zone boisée, à 180 mètres l'un de l'autre et profonds de 30 à 60 mètres, chacun abritant une petite mare. Un demi-kilomètre au nord de ceux-ci, sur Deer Mountain, se situe un autre cratère d'explosion. Plus au nord encore se trouvent cinq dômes de lave parmi lesquels Deadman Creek Dome, Glass Creek Dome, Obsidian Dome et Wilson Butte. Ils sont composés de rhyolite grise, de ponces légères et d'obsidienne noire. La chaîne volcanique de Mono-Inyo s'étend à l'intérieur de la caldeira de Long Valley mais leur volcanisme est strictement dissocié.

#### Red Cones
Au sud des cratères de Inyo à proprement parler se trouvent d'autres appareils volcaniques liés au système de dykes responsable de la création des cratères, des volcans et des coulées de lave. Parmi eux figurent un escarpement de failles orienté nord/sud et haut de six mètres ainsi que des fissures dans le sol. Ces fissures ne sont pas des failles au sens strict puisque aucun mouvement horizontal ni vertical ne s'y fait significativement sentir. La plus notable est appelée Earthquake Fault (littéralement la « faille du tremblement de terre »), une fissure de trois mètres de large qui entrecoupe une coulée de rhyolite vitreuse sur une vingtaine de mètres. Des marches menant au bas de la fissure ont été retirées après avoir été endommagées par des secousses telluriques en 1980. Plusieurs cratères d'explosion se situent sur Mammoth Mountain. Au sud de cette dernière, les Red Cones (littéralement « cônes rouges ») sont des cônes de cendre basaltique et constituent l'extrémité méridionale des cratères de Mono-Inyo,.

### Géologie

#### Orogenèse

##### Orogenèse ancienne

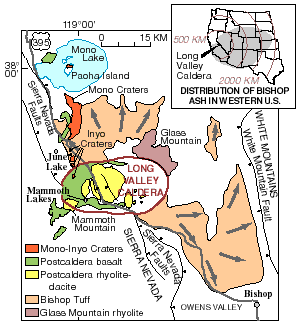
Carte géologique de la région.

Les cratères de Mono-Inyo sont situés au pied de l'escarpement oriental de la Sierra Nevada. Le volcanisme et l'activité sismique dans cette région sont le résultat de deux processus géologiques majeurs : le mouvement coulissant en direction du nord-ouest de la plaque pacifique contre la plaque nord-américaine le long du système de failles transformantes de San Andreas près de la côte et l'extension sur un axe est-ouest de la croûte à l'origine de la province géologique de Basin and Range. Dans la région de Long Valley, où se trouvent les cratères, le prolongement de la province empiète sur la croûte épaisse et stable de la Sierra Nevada.
Le socle rocheux sous la chaîne volcanique est composé des mêmes granites et roches métamorphiques qui constituent la Sierra Nevada. Au-dessus se trouve un empilement de basaltes puis de rhyolites âgés de 3,5 millions d'années à moins de 760 000 ans. Le volcanisme apparaît au nord de la chaîne, dans les Bodie Hills, 28 millions d'années BP. La grande majorité des roches à l'est de la Sierra Nevada, dans le bassin de Mono, est d'origine volcanique.

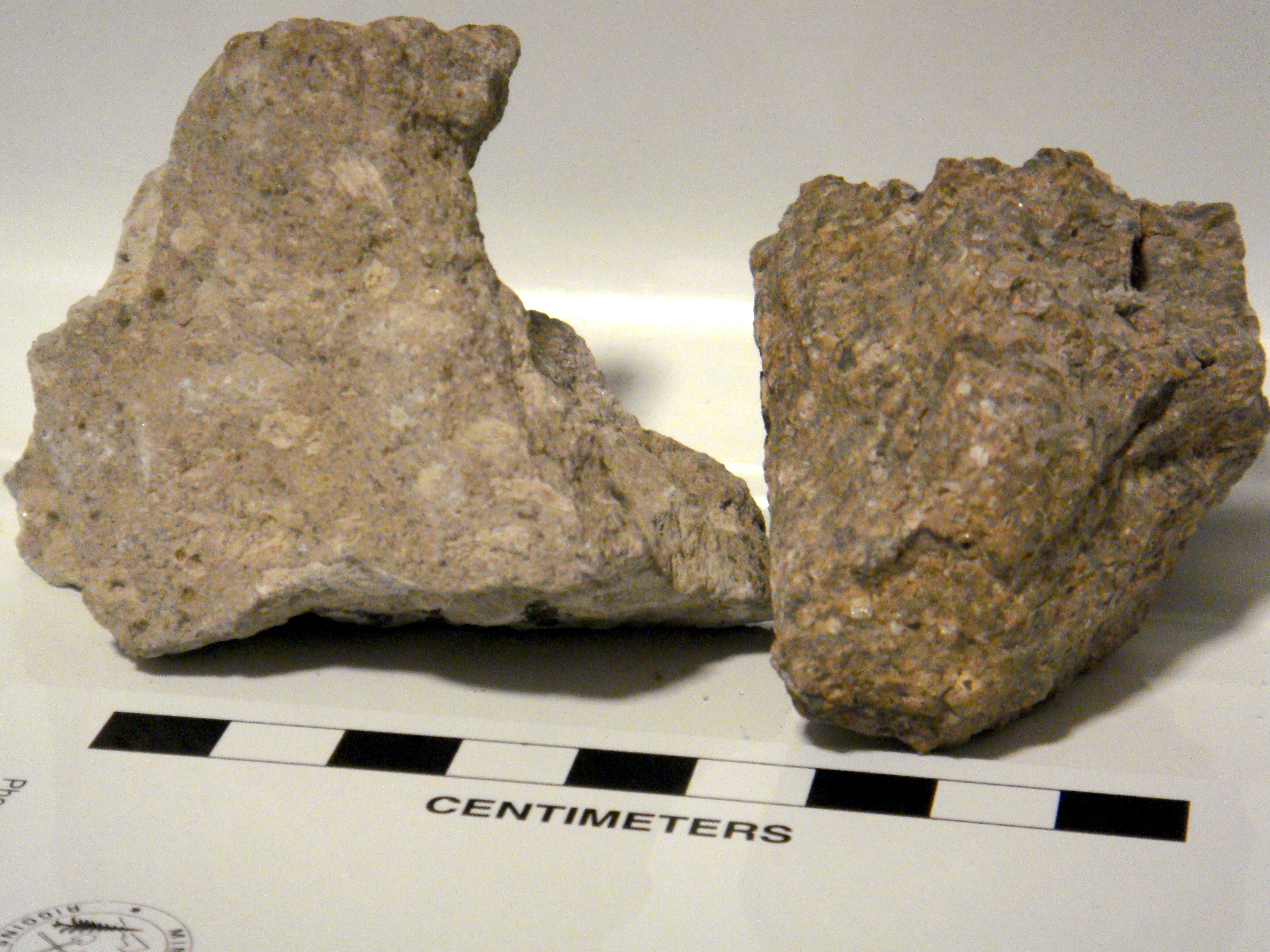
Photo d'échantillons de tuf de Bishop : tuf classique, à gauche, avec incrustation de ponces prélevé en surface ; tuf cristallisé, à droite, issu d'un dépôt plus ancien et profond.

Des volcans surgissent entre 3,6 et 2,3 millions d'années BP près de la région actuelle de Long Valley. Des éruptions se produisent sur et autour de Glass Mountain entre 2,1 et 0,8 million d'années BP. Des cendres volcaniques issues de la gigantesque éruption de la caldeira de Long Valley, environ 760 000 ans BP, sont conservées à l'intérieur de l'épais tuf de Bishop qui recouvre l'essentiel de la région.
Des éruptions de basalte et d'andésite, 400 000 à 60 000 ans BP, le long de la bordure occidentale de la caldeira de Long Valley, constituent le premier signe d'activité associée aux cratères de Mono-Inyo. Vers 300 000 ans BP, des éruptions comblent cette partie de la caldeira avec des coulées de lave de près de 250 mètres d'épaisseur. Cette activité éruptive de type basaltique et andésitique se déplace ensuite vers le bassin de Mono où elle perdure de 40 000 à 13 000 ans BP.
Les données sismiques indiquent qu'une chambre magmatique d'un volume estimé entre 200 et 600 km3 existe 8 à 10 kilomètres sous les cratères de Mono. Un affaissement d'environ 200 mètres d'amplitude s'est produit le long d'un système de fractures circulaire large de 18 kilomètres, à l'aplomb de la chambre au cours des 700 000 dernières années. Les cratères de Mono se situent au-dessus d'un arc de 12 kilomètres de long appartement à ces fractures. Le magma alimentant les dômes pourrait avoir exploité ces fissures en arc de cercle autour d'une profonde intrusion de roche granitique sous la chaîne. Cette chambre magmatique est strictement séparée de celle alimentant la caldeira de Long Valley.
Une série d'éruptions de dacite et de rhyodacite depuis des bouches volcaniques en bordure sud-ouest de la caldeira forment Mammoth Mountain, chevauchement de dômes de lave, entre 220 000 et 50 000 ans BP. D'autres éruptions, de nature identique, ont lieu dans le bassin de Mono de 100 000 à 6 000 ans BP.

##### Formation des cratères de Mono, deNegit Islandet deBlack Point

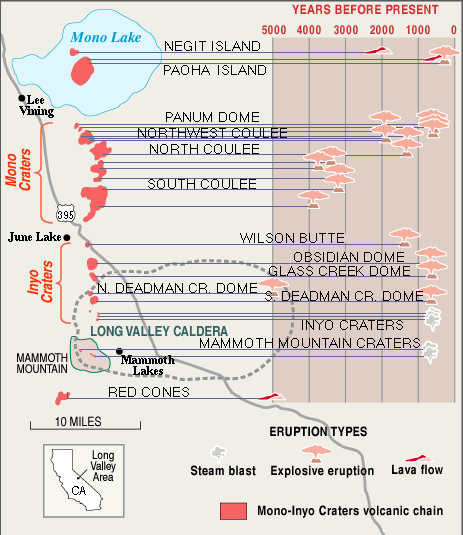
Représentation schématique des éruptions des cratères de Mono-Inyo au cours des 5000 dernières années.

Les cratères de Mono ont été bâtis à base de multiples éruptions de rhyolite riche en silice, de 40 000 à 600 ans BP. Black Point, actuellement sur la rive septentrionale de Mono Lake, est un cône volcanique aplati de débris basaltiques qui s'est formé sous la surface d'une étendue d'eau beaucoup plus profonde environ 13 300 ans BP, au cours de la dernière glaciation. Plusieurs épisodes éruptifs de 1 600 à 270 ans BP ont fait naître Negit Island. La chambre magmatique alimentant le champ volcanique de Mono Lake est indépendante de celle alimentant les cratères de Mono.
De la lave andésito-basaltique a édifié les Red Cones, deux petits cônes de cendres situés dix kilomètres au sud-ouest de Mammoth Lakes, vers 8 500 ans BP. Les cinq cratères de Mammoth Mountain sont un ensemble de cratères d'explosion orientés ouest-nord-ouest/est-sud-est sur 2,5 kilomètres sur le versant septentrional du volcan.
Aucun des cratères de Mono près du lac ne montre de traces d'érosion par les vagues. Pourtant, une colline à leur extrémité méridionale révèle ce qu'Israel Russel appelle littéralement « ligne de plage » (beach line) ou terrasse marine. Sa hauteur actuelle correspond donc au niveau maximum atteint par Mono Lake avant la formation de ces cratères, plus ou moins la déformation subie par les terrains depuis cette époque. Des galets, soulevés lors de la construction des volcans, sont présents sur leurs pentes. Bien que des glaciers aient occupé la Sierra Nevada, aucun n'a atteint la position basse des cratères de Mono.
L'épisode éruptif le plus récent des cratères de Mono s'est déroulé entre 1325 et 1365. La montée verticale de magma d'un dyke provoque la vaporisation brutale d'eau souterraine, créant une fracture de six kilomètres de long. Un mélange de cendres et d'éjectas recouvre alors 8 000 km2 dans la région de Mono Lake. Avec le vent, les dépôts atteignent 20 centimètres d'épaisseur à 32 kilomètres de l'éruption et encore 5 centimètres à 80 kilomètres. Des nuées ardentes, échappées de cette fracture en étroites langues, se propagent jusqu'à 8 kilomètres et recouvrent 100 km2. De la lave rhyolitique jaillit de la fracture et forme plusieurs dômes, dont Panum Crater et la North Coulee. Les dômes et coulées de lave les plus anciens sont datés à 600 ou 700 ans.

##### Formation des cratères d'Inyo et dePaoha Island
Les cratères d'Inyo ont été bâtis à base d'éruptions de rhyolite pauvre en silice, de 5 000 à 500 ans BP. L'épisode éruptif le plus récent s'est déroulé seulement quelques années après les éruptions des cratères de Mono et a été causé par un dyke de composition similaire. Il finit par atteindre onze kilomètres de longueur et dix mètres de large. Le sol, au-dessus du dyke, se fracture de manière importante.

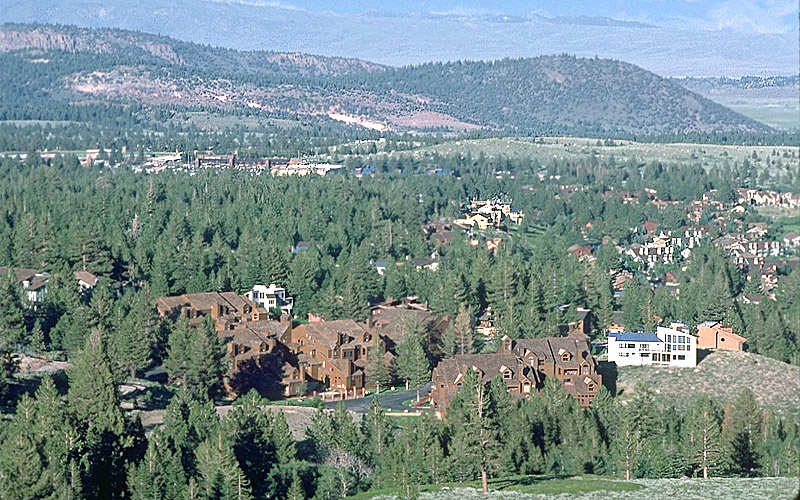
Vue de Mammoth Lakes, ville construite sur un lit de cendres émises par les éruptions des cratères de Mono-Inyo.

De violentes éruptions émanent par la suite de trois bouches éruptives distinctes. Des roches solides et en fusion sont éjectées, de petits cratères se forment et un grand panache s'élève au-dessus des volcans. Des ponces et des cendres, portées par le vent, recouvrent une large région si bien que des dépôts de 2,5 centimètres sont présents dans la zone actuelle de Mammoth Lakes. Une nuée ardente, échappée du cratère de South Deadman, parcourt une distance de six kilomètres.
Certains cratères ont été comblés par d'épaisses et lentes coulées de lave, formant ainsi les dômes de South Deadman Creek, Glass Creek et Obsidian Flow. D'autres, comme les Inyo Crater Lakes, près de Deer Mountain, sont restés ouverts et ont plus tard été remplis partiellement d'eau. De plus petits cratères d'explosion, sur le versant septentrional de Mammoth Mountain, ont également été formés à cette époque. Au cours des 6 000 dernières années, approximativement 0,8 km3 de magma a été émis depuis les cratères d'Inyo.
La dernière activité volcanique enregistrée dans la chaîne a eu lieu à Mono Lake entre 1720 et 1850. Une intrusion de magma sous le lac a soulevé les sédiments lacustres et formé Paoha Island. Des affleurements de rhyolite sont présents dans la partie septentrionale de l'île et un groupe de sept cônes de cendres dacitiques ainsi qu'une coulée de lave solidifiée sont situés dans le nord-est. Lorsque le géologue Israel Russel mène ses recherches sur l'île dans les années 1880, des colonnes de vapeur s'élèvent encore à plusieurs dizaines de mètres au-dessus de Hot Spring Cove et des sources d'eau jaillissent à plus de 65 °C.

#### Évolution

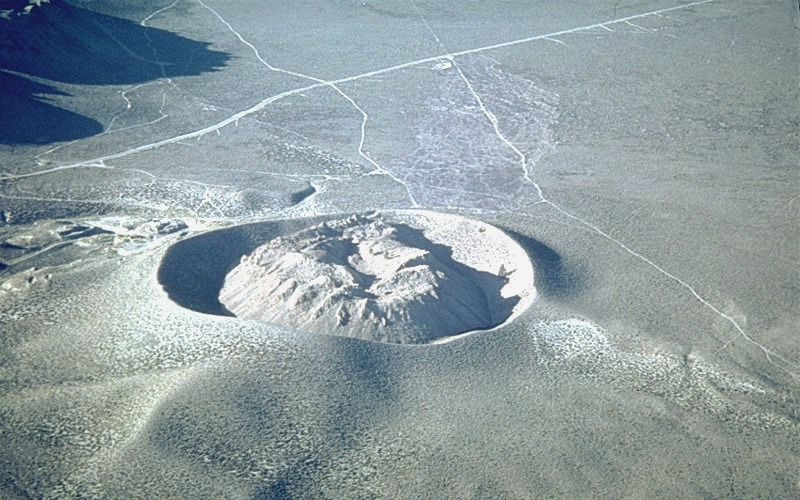
Vue aérienne de Panum Crater.

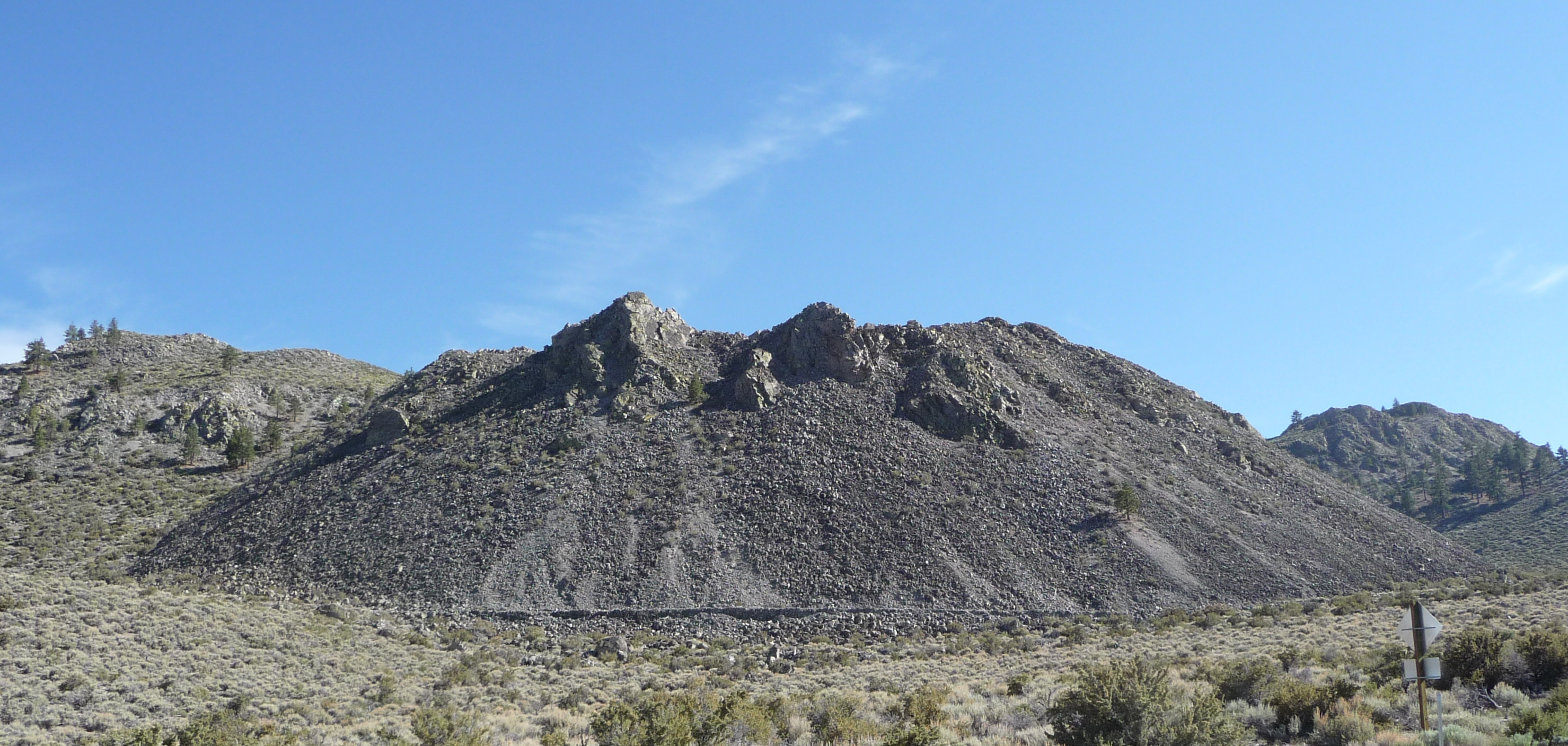
Vue du pied de Northwest Coulee.

Panum Crater est le volcan le plus septentrional avant Mono Lake et constitue un bon exemple de dôme rhyolitique imbriqué dans un anneau de tuf volcanique. L'intérieur du cratère contient également des ponces et de l'obsidienne créées par les coulées de lave. La chaleur du magma alimentant Panum Crater a vaporisé l'eau souterraine et créé un anneau de tuf avant que la lave n'atteigne la surface. Les autres cratères de Mono-Inyo se sont également formés de cette manière mais leur dôme a continué à croître de telle sorte qu'il « déborde » de l'anneau de tuf. Les dômes possèdent des pentes importantes et sont entourés d'éboulis composés de rochers angulaires largement vitrifiés. Devil's Punch Bowl, situé au sud du principal complexe de dômes, a cessé de se développer à un stade précoce. Il s'agit d'un profond cratère d'explosion long de 370 mètres et large de 45 mètres avec un plus petit dôme que la moyenne en son fond.
North et South Coulee ainsi que Northwest Coulee, plus petite, sont constituées de rhyolite riche en obsidienne. Il s'agit de coulées de lave en inversion de relief. Elles ont été formées par de la lave à faible vitesse d'écoulement possédant une croûte mince et fragile. Une fois la coulée arrêtée, elle a formé une langue de roches acérées et angulaires aux parois abruptes, épaisse en moyenne de 60 à 90 mètres, avec d'importants éboulis à sa base. South Coulee mesure 3,6 kilomètres de long, 1,2 kilomètre de large et représente un volume de 0,4 km3. Elle trouve son origine sur la crête des dômes de Mono, à environ cinq kilomètres de leur extrémité méridionale, s'épanche sur les versants est et ouest et se termine au pied des dômes. North Coulee, pratiquement aussi large mais moins volumineuse, s'épanche principalement vers l'est et se termine par une paire de lobes séparés. Northwest Coulee se situe au nord-ouest de la précédente et a été percée puis surmontée par Upper Dome (littéralement le « dôme supérieur ») après sa solidification. Des « poches » de glace permanentes, constituées par la fonte des neiges, ont été découvertes entre 25 et 45 mètres sous la surface des coulées en inversion de relief et des dômes.

### Climat
Les cratères de Mono-Inyo se situent dans la région du Grand Bassin, au nord du désert Mojave, et se caractérisent par un biome de déserts et broussailles xérophytes. L'environnement aride du bassin de Mono reçoit environ 350 millimètres de précipitations par an. À Mammoth Lakes, plus précisément, elles atteignent 580 millimètres. L'air chargé d'humidité au-dessus de l'océan Pacifique franchit les crêtes de la Sierra Nevada au niveau du San Joaquin Gap. Les températures dans le bassin de Mono varient entre -7 et −2 °C en moyenne en hiver et 24 et 29 °C en moyenne en été. Près des cratères d'Inyo, elles varient entre -9 et −6 °C en moyenne en hiver et 21 et 26 °C en moyenne en été.
| Mois                                        | jan.       | fév.       | mars       | avril      | mai        | juin      | jui.      | août      | sep.      | oct.       | nov.       | déc.       | année      |
| ------------------------------------------- | ---------- | ---------- | ---------- | ---------- | ---------- | --------- | --------- | --------- | --------- | ---------- | ---------- | ---------- | ---------- |
| Température minimale moyenne (°C)           | −8,9       | −8,8       | −6,3       | −4         | 0,7        | 4,5       | 8,1       | 7,2       | 3,1       | −2,2       | −5,6       | −9,1       | −1,8       |
| Température moyenne (°C)                    | −2,3       | −2,4       | 0,6        | 2,8        | 8,4        | 12,8      | 16,9      | 16,1      | 12,3      | 6,7        | 1,8        | −2         | 6          |
| Température maximale moyenne (°C)           | 4,4        | 4,1        | 7,4        | 9,6        | 16,1       | 21,1      | 25,8      | 25,4      | 21,4      | 15,6       | 9,2        | 5,1        | 13,7       |
| Record de froid (°C) date du record         | −26,7 2007 | −21,7 2001 | −21,1 1998 | −16,7 1999 | −10,6 2000 | −8,3 1995 | −3,9 1997 | −1,1 1999 | −6,1 2004 | −13,3 2008 | −22,2 1994 | −24,4 1998 | −26,7 2007 |
| Record de chaleur (°C) date du record       | 15,6 1996  | 14,4 1995  | 18,9 1997  | 22,8 1996  | 27,2 2001  | 30 2000   | 32,8 2002 | 31,1 1998 | 27,8 2000 | 26,7 1996  | 21,1 1997  | 17,8 2000  | 32,8 2002  |
| Précipitations (mm)                         | 118,1      | 101,6      | 60,2       | 37,6       | 31,5       | 14,7      | 12,7      | 8,6       | 9,7       | 36,1       | 52,8       | 97         | 580,4      |
| dont neige (cm)                             | 112,3      | 115,8      | 76,5       | 41,1       | 10,4       | 1,5       | 0         | 0         | 0         | 18,3       | 32,5       | 107,4      | 515,9      |
| Record de pluie en 24 h (mm) date du record | 66,5 2008  | 69,1 1996  | 84,6 1995  | 58,4 2006  | 39,9 1996  | 21,1 1998 | 23,1 2007 | 22,4 2000 | 33,8 1999 | 102,9 2009 | 78 2002    | 78,7 2004  | 102,9 2009 |

| Diagramme climatique                                  |              |             |           |             |             |             |            |            |              |             |           |
| J                                                     | F            | M           | A         | M           | J           | J           | A          | S          | O            | N           | D         |
| 4,4−8,9118,1                                          | 4,1−8,8101,6 | 7,4−6,360,2 | 9,6−437,6 | 16,10,731,5 | 21,14,514,7 | 25,88,112,7 | 25,47,28,6 | 21,43,19,7 | 15,6−2,236,1 | 9,2−5,652,8 | 5,1−9,197 |
| Moyennes : • Temp. maxi et mini °C • Précipitation mm |              |             |           |             |             |             |            |            |              |             |           |

### Faune et flore

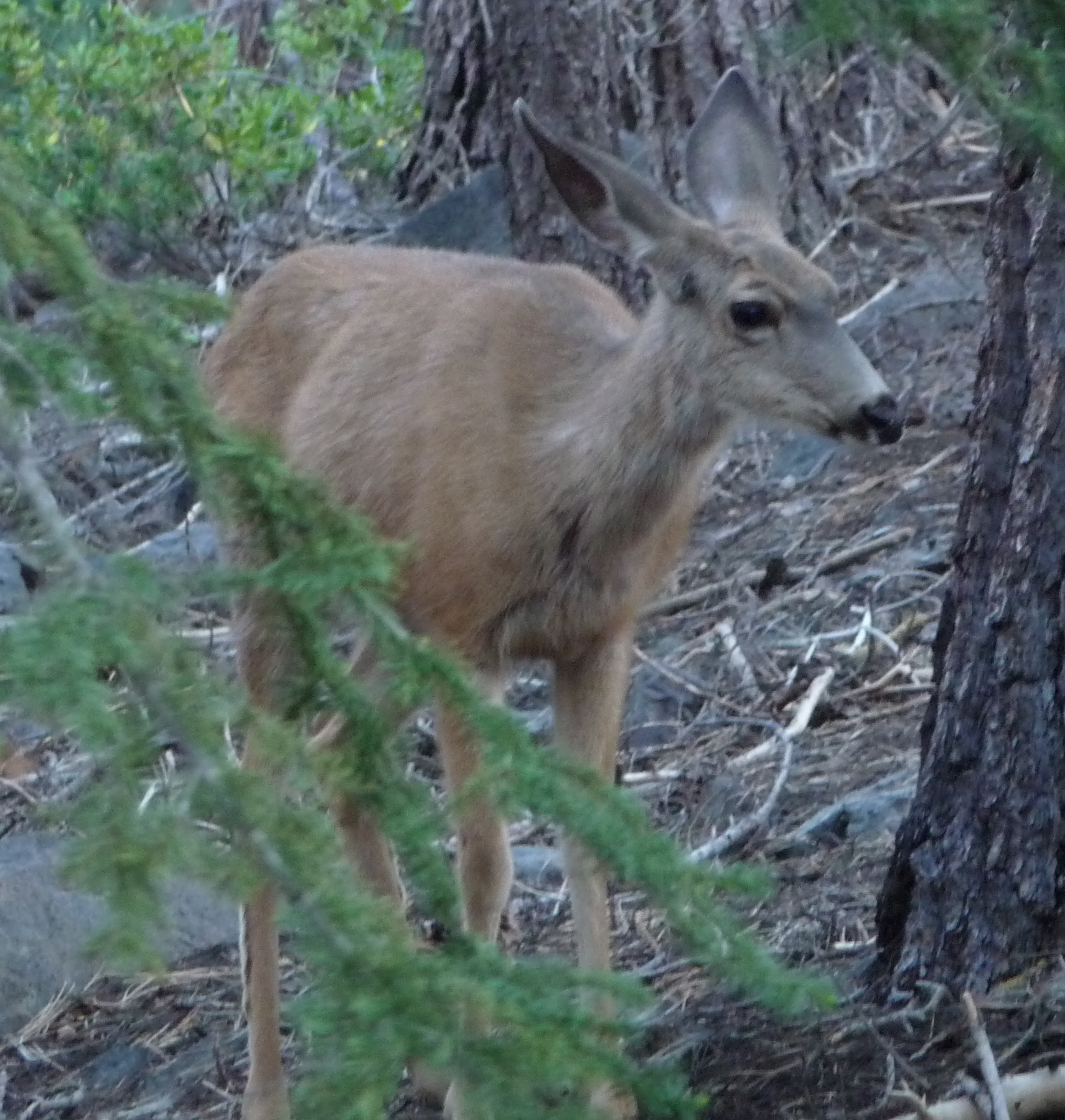
Photo d'un jeune Cerf hémione en liberté à proximité des cratères d'Inyo.

La majeure partie des cratères de Mono présente une surface dépourvue de végétation mais leurs versants sont couverts de Pins de Jeffrey (Pinus jeffreyi). La Pumice Valley, immédiatement à l'ouest, est couverte de broussailles d'armoises (Artemisia sp.) Le sol est constitué avant tout de ponces, sur une couche épaisse, qui retiennent très peu l'eau. Des mycorhizes entre des champignons et les racines des Pins de Jeffrey ont lieu dans le sol, formant une relation symbiotique qui permet aux pins d'absorber l'eau et aux champignons de s'approvisionner en nutriments. Des forêts de Pins de Jeffrey entourent également les cratères d'Inyo et Mammoth Mountain.
Le Cerf hémione (Odocoileus hemionus), le Coyote (Canis latrans), l'Ours noir (Ursus americanus), la Marmotte à ventre jaune (Marmota flaviventris), le Raton laveur commun (Procyon lotor) et le Puma (Puma concolor) partagent tous un territoire au sein des forêts entourant les cratères de Mono-Inyo.

## Histoire

### Découverte scientifique

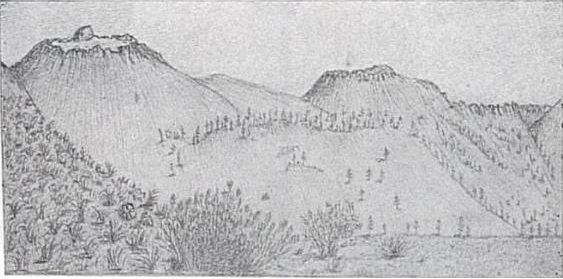
Croquis des cratères de Mono réalisé par John Muir.

Le naturaliste John Muir explore la région en 1869. Il décrit le « désert de Mono » comme un « pays de contrastes magnifiques. Des déserts chauds délimités par des montagnes enneigées — des cendres dispersées sur des terrains polis par les glaciers —, le gel et le feu travaillant de concert pour le façonnement de la grâce. Dans le lac se trouvent des îles volcaniques, qui montrent que les eaux étaient autrefois mêlées au feu ». Muir qualifie les cratères de Mono de « monceaux de cendres instables qui n'ont jamais été bénis par la pluie ni la neige ».
Au printemps 1881 et à l'automne 1882, le géologue Israel Cook Russell étudie la région lors d'un détour réalisé à l'occasion de ses travaux sur le terrain concernant le lac Lahontan, un lac endoréique, désormais asséché, qui couvrait une grande partie de l'actuel Nevada au cours de la dernière glaciation. Son Quaternary History of the Mono Valley (1889), qui comprend une étude topographique par Willard D. Johnson, constitue la première étude scientifique approfondie de Mono Lake et de son volcanisme. Russel baptise chacun des cratères de Mono et écrit :

« L'attention de quiconque pénètre dans la vallée de Mono est à la fois portée vers les couleurs douces et agréables des cratères et vers la symétrie et la beauté de leurs formes. Ils ont des caractéristiques exceptionnelles au sein du paysage de la région et sont d'autant plus marquants qu'ils sont proches des cimes acérées et des reliefs accidentés de la haute Sierra. »

— Israel Cook Russell, Quaternary History of the Mono Valley

### Exploitation industrielle
Les ressources naturelles ont été exploitées sur et autour des cratères de Mono-Inyo depuis des siècles. Les Mono Païutes ramassaient les obsidiennes afin de confectionner des outils tranchants et des pointes de flèches. Les pierres brutes étaient transportées par-delà les cols de la Sierra Nevada afin d'être échangées contre d'autres biens auprès des tribus amérindiennes. Des fragments provenant des cratères de Mono-Inyo sont encore découverts dans de nombreux anciens campements dans les montagnes.

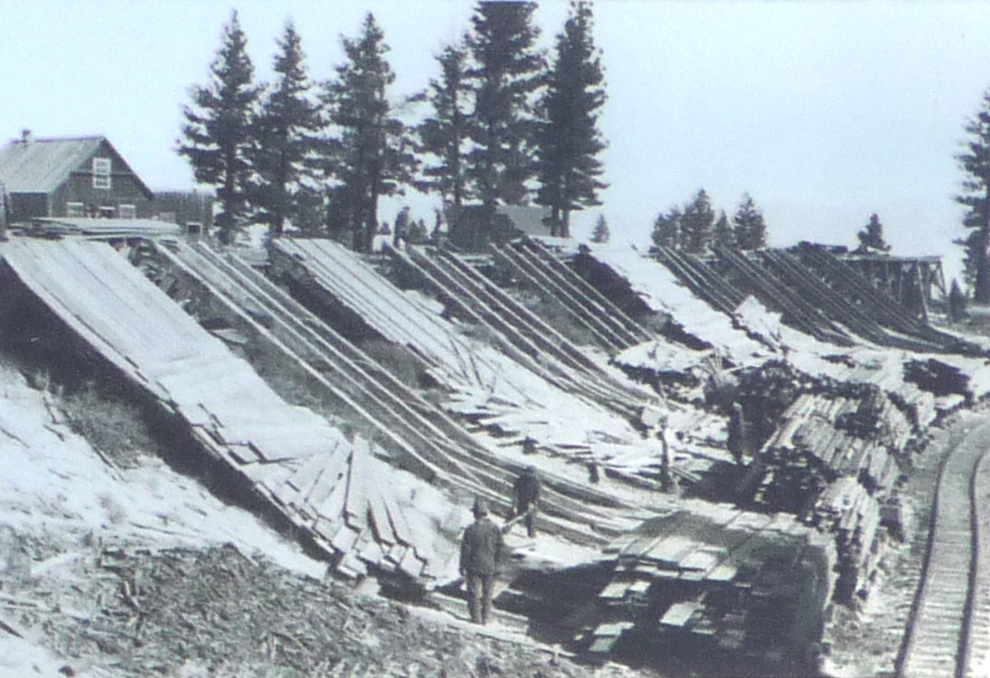
Photographie montrant les scieries de Mono Mills tournant à plein régime.

Lors de la ruée vers l'or, au XIXe siècle, des villes champignons surgissent à proximité du bassin de Mono afin d'exploiter les filons. La plus vaste d'entre elles, Bodie, au nord de Mono Lake, est fondée à la fin des années 1870 et se développe au point de nécessiter une scierie. Celle-ci est implantée à Mono Mills, au nord-est des cratères de Mono. Les arbres autour des cratères et sur leurs versants sont abattus pour fournir du bois aux usines.
Acteur de la guerre de l'eau en Californie, le Los Angeles Department of Water and Power (« Département de Los Angeles pour l'eau et l'énergie ») achète au cours des années 1930 de vastes parcelles de terre dans le bassin de Mono et la vallée de l'Owens afin de s'assurer des droits sur l'eau. Le percement d'un tunnel de 18,5 kilomètres de long sous l'extrémité méridionale des cratères de Mono débute en 1934 pour s'achever en 1941. Les ouvriers doivent faire face à l'instabilité et à la saturation en eau des gravats, aux poches de dioxyde de carbone et aux inondations. En moyenne, un homme meurt pour chaque mile (unité de longueur valant environ 1,6 kilomètre) creusé. L'eau déviée de son bassin naturel de Mono Lake passe à travers le tunnel et alimente l'aqueduc de Los Angeles.
La United States Pumice Company, basée à Chatsworth, extrait la ponce de la région depuis 1941. L'entreprise vend la pierre en dalles pour l'usage commercial et en gros blocs irréguliers pour la décoration des cours de jardin.
Des forages de prospection pour la géothermie sont effectués près des cratères de Mono, sur la rive méridionale de Mono Lake, en 1971. Les résultats ne sont pas à la hauteur des attentes et les efforts sont abandonnés.

### Histoire éruptive moderne
Par coïncidence — l'arc volcanique des Cascades est géologiquement distinct du Grand Bassin —, deux semaines après le début de l'éruption du mont Saint Helens en 1980, une série de séismes se produit à l'intérieur de la caldeira de Long Valley, alertant les géologues sur les risques d'une reprise de l'activité volcanique dans la région,. Quatre tremblements de terre de magnitude 6 frappent la bordure méridionale de la caldeira dans une région proche du système de fissures de Mono-Inyo. De plus, au cours des cinq années précédentes, le plancher de la caldeira s'est soulevé de trente centimètres. Un mouvement ascensionnel de magma est présumé responsable des séismes et du soulèvement topographique. Dès les années 1970, la Mammoth Scenic Road est construite pour servir d'itinéraire de délestage en cas d'évacuation des résidents et touristes de Mammoth Lakes nécessitée par une éruption.

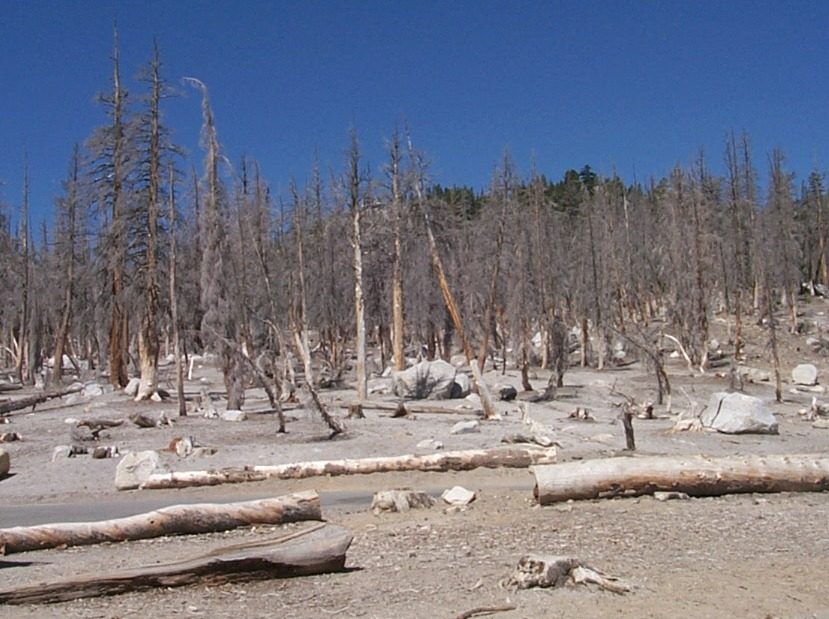
Vue de la végétation dévastée au pied de Mammoth Mountain en raison de la concentration des sols en dioxyde de carbone.

En 1982, des essaims de répliques incitent l’United States Geological Survey à publier une notice sur les « risques volcaniques potentiels » pour Long Valley. La même année, un enregistrement permanent est mis en place par l'observatoire de Long Valley. L'avis de risques est levé en 1984 après que les scientifiques de l’USGS concluent que le magma était remonté par des fissures sous Mammoth Mountain puis s'était figé sous la surface. De 1990 à 1996, soixante hectares de forêts meurent sur le volcan en raison de concentrations de dioxyde de carbone dans les sols comprises entre 20 et 95 % quand la normale est inférieure à 1 %. L'analyse chimique du gaz indique son origine magmatique.

## Activités

### Tourisme
De nombreuses activités récréatives sont praticables autour de la chaîne. Le Mono Basin National Scenic Area Visitor Center est situé près de Mono Lake, juste à la sortie de l'U.S. Route 395. Une librairie, un bureau d'informations tenu par les Rangers du service des forêts et un centre d'expositions fournissent des renseignements aux touristes. Par ailleurs, le Mono Lake Committee dispose d'un bureau et d'un centre d'informations à Lee Vining. L'un et l'autre centre permettent de se renseigner sur le camping, la randonnée pédestre ou encore les circuits guidés.

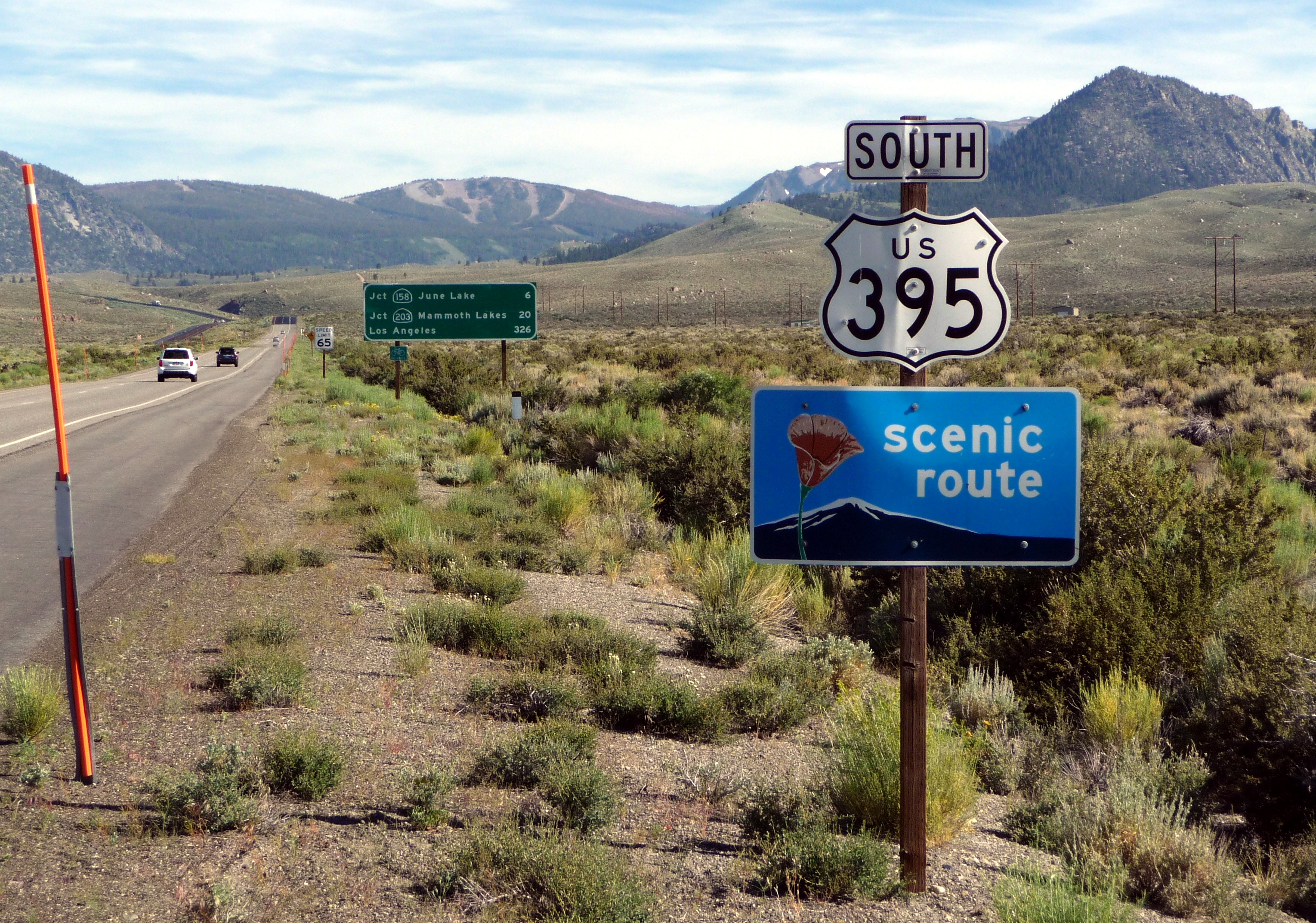
Vue de l'U.S. Route 395 dans les environs des cratères de Mono.

L'U.S. Route 395 est une route touristique qui longe les cratères de Mono-Inyo. La California State Route 120 donne accès aux parties septentrionale et orientale des cratères de Mono, y compris Panum Crater,. Mammoth Scenic Loop (littéralement « boucle touristique de Mammoth », aussi appelée Dry Creek Road) permet d'atteindre les lacs et certains cratères d'Inyo.
Mammoth Mountain Ski Area se situe près de Mammoth Lakes et une télécabine permet de relier, toute l'année par beau temps, la station au sommet de Mammoth Mountain. Il offre un panorama inégalable sur les cratères de Mono-Inyo, sur Mono Lake et sur la Sierra Nevada et la caldeira de Long Valley.
Mono Lake possède sa propre base de loisirs qui offre des circuits à pied parmi les formations de tuf, des promenades en canot sur le lac et des observations ornithologiques. Les eaux sont trop salées pour abriter des poissons mais la pêche est autorisée dans les rivières alimentant le lac. Les autres activités possibles comprennent la randonnée pédestre autour et sur les cratères et dômes, ainsi que le vélo tout terrain en dehors des limites de la Mono Basin National Forest Scenic Area.

### Protection environnementale

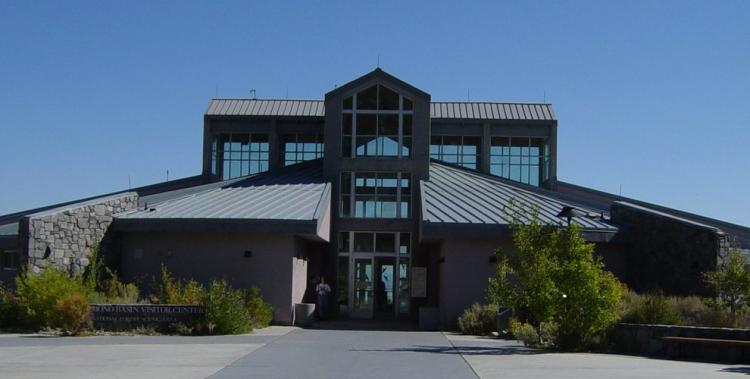
Vue du Mono Basin National Scenic Area Visitor Center.

La création de la Mono Basin National Scenic Area en 1984 met fin à toute prospection géothermique sur une superficie de 519,22 km2. Le bassin de Mono intègre la première National Scenic Area des États-Unis. Elle offre un niveau de protection supérieur aux autres réserves du service des forêts et comprend Mono Lake, dont ses deux îles volcaniques, Black Point, Panum Crater et pratiquement la moitié septentrionale des cratères de Mono. Des litiges et des mesures de sensibilisation menés par le Mono Lake Committee, la Société nationale Audubon et d'autres associations de protection de l'environnement ont permis de ralentir les détournements d'eau des affluents du Mono Lake.

### Évaluation et prévention des risques
La région qui s'étend de Long Valley à Mono Lake est l'une des trois régions de Californie, avec le pic Lassen et le mont Shasta, qui font partie du programme contre les risques volcaniques de l'United States Geological Survey. En effet, elles ont été actives au cours des 2 000 dernières années et sont susceptibles de produire de nouvelles éruptions violentes.
Environ vingt éruptions se sont déroulées aux cratères de Mono-Inyo dans des intervalles de temps compris entre 250 et 700 ans depuis 5 000 ans. L'analyse des ondes sismiques et de la composition de la lave indique que ces éruptions proviennent vraisemblablement de petites poches individuelles de magma. Toutefois, la fréquence des éruptions augmente depuis 1 000 ans, avec au moins douze événements distincts identifiés.
Aucune des éruptions aux cratères de Mono-Inyo depuis 5 000 ans n'a émis plus de 1 km3 de magma. Les futures éruptions dans la région devraient être similaires en intensité, c'est-à-dire petites à modérées. La probabilité pour qu'une éruption se produise le long de la chaîne volcanique est de 0,5 % par an. Dans un futur proche, elle est supérieure à celle d'une éruption, qui serait décorrélée, à l'intérieur de la caldeira de Long Valley.

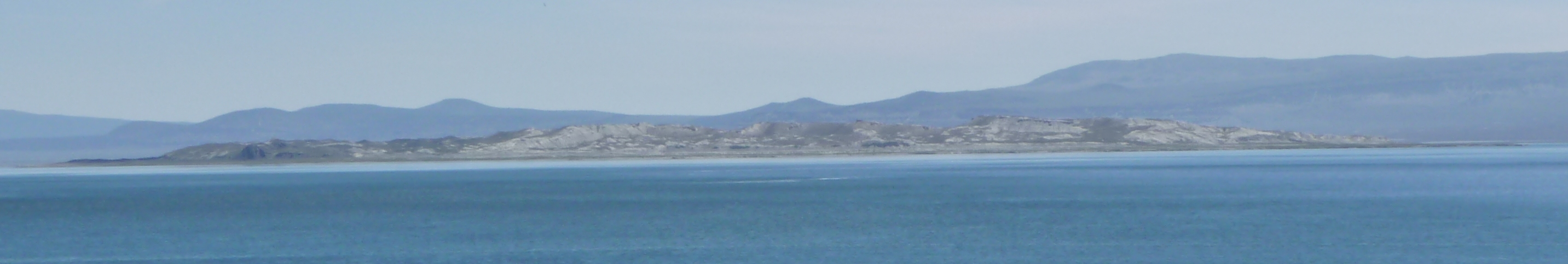
Vue de Paoha Island, au milieu de Mono Lake. L'île, formée il y a 250 ans, est le résultat du dernier événement éruptif le long de la chaîne.

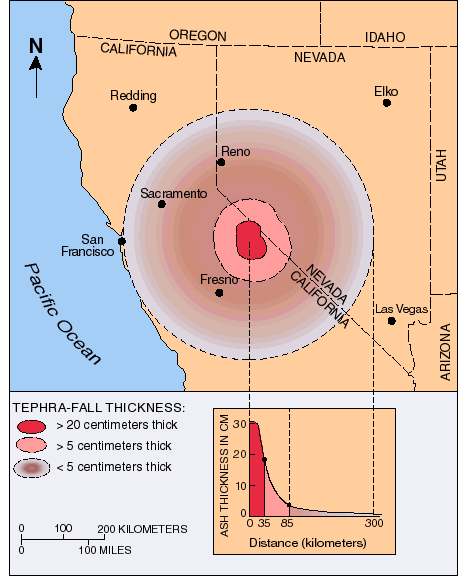
Carte aléas de retombées potentielles d'éjectas au sol pour une éruption inférieure à 1 km3.

De nombreuses conséquences directes sont à prévoir en cas d'éruption future, le long des cratères de Mono-Inyo. Des cendres et des éjectas pourraient s'accumuler sur une épaisseur de dix mètres autour du cratère où aurait lieu l'éruption. Dans la direction sous le vent, les accumulations de téphras pourraient dépasser vingt centimètres à 35 kilomètres et encore cinq centimètres à 85 kilomètres. Les vents dominants, dans la région, soufflent vers l'est ou le nord-est 50 % du temps et vers n'importe quelle direction à tendance est (du nord-est au sud-est) plus de 80 % du temps. L'épaisseur et la taille des éjectas diminuent généralement de façon graduelle avec la distance par rapport au cratère. Les cendres volcaniques contamineraient probablement les routes aériennes à l'est de la chaîne.

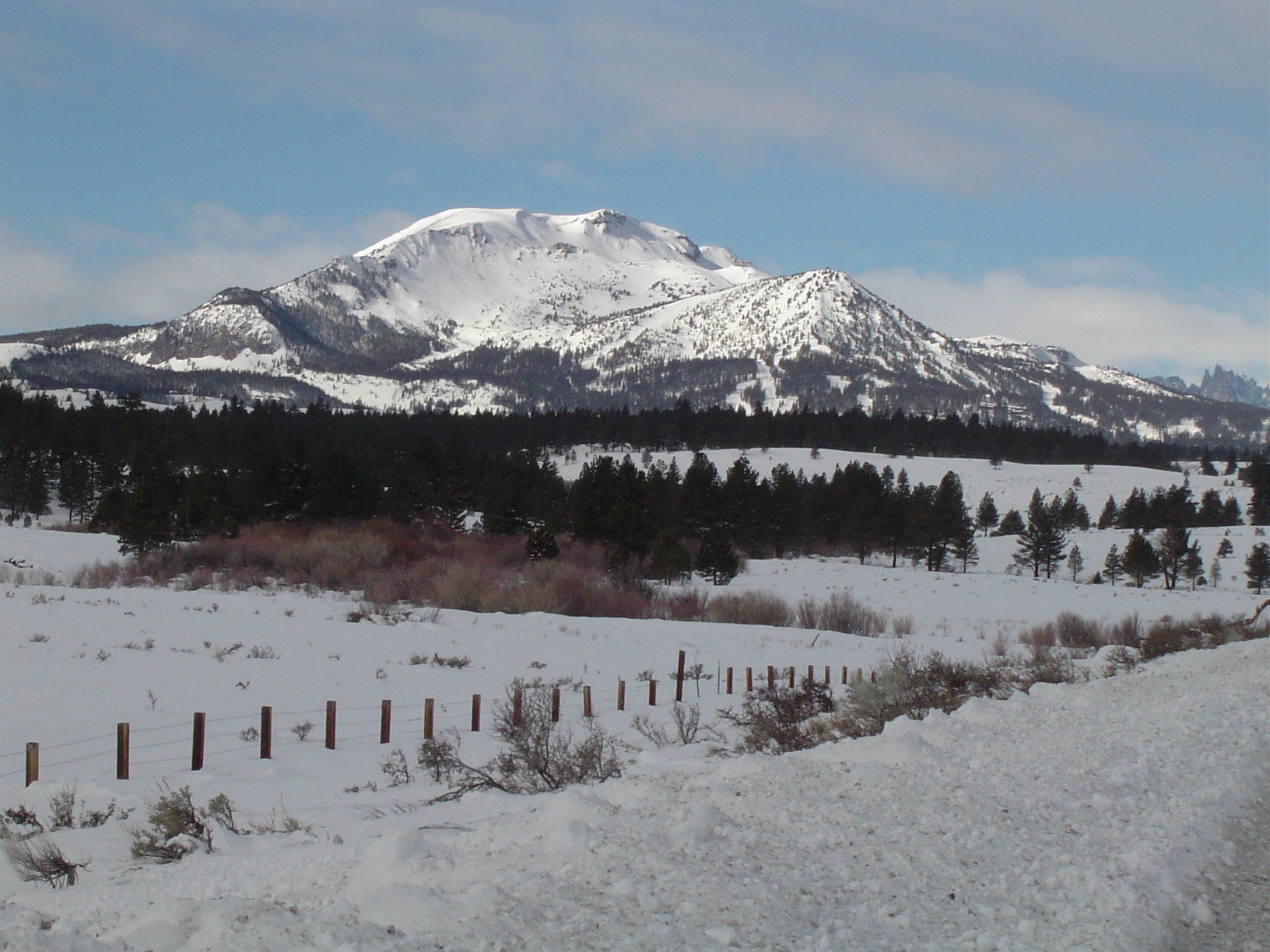
Vue de Mammoth Mountain depuis l'U.S. Route 395 montrant le relief susceptible d'accélérer les nuées ardentes en cas d'éruption sur un versant pentu.

Des dégâts importants seraient causés jusqu'au moins 15 kilomètres par les nuées ardentes en cas d'éruption explosive. Leur sévérité dépendrait de la situation du cratère, de la topographie et du volume de magma émis. Une coulée pyroclastique depuis Mammoth Mountain ou depuis tout autre cratère situé en hauteur pourrait parcourir une distance plus importance encore en prenant de la vitesse dans la descente. Les vallées seraient plus impactées que les crêtes mais les nuées ardentes pourraient toutefois franchir certaines d'entre elles. Une éruption près du manteau neigeux pourrait produire des lahars qui dévasteraient les fonds de vallée en empruntant le lit des rivières. Un dégazage brutal sous un des lacs pourrait entraîner des vagues importantes, capables d'inonder les régions alentour, et déclencher des coulées de boue.
Les coulées de lave basaltiques pourraient s'étendre sur plus de 50 kilomètres. Les laves dacitiques et rhyolitiques sont plus épaisses et se propagent rarement à plus de 5 kilomètres. Elles peuvent former des dômes qui, lors de leur croissance, peuvent laisser s'échapper des fragments de roche expulsés parfois à 5 ou 10 kilomètres de distance. L'effondrement partiel d'un dôme escarpé en croissance peut entraîner une nuée ardente à plus de 5 kilomètres. Les plus gros dômes ont tendance à produire des coulées pyroclastiques plus importantes qui se propagent plus loin.

## Culture populaire

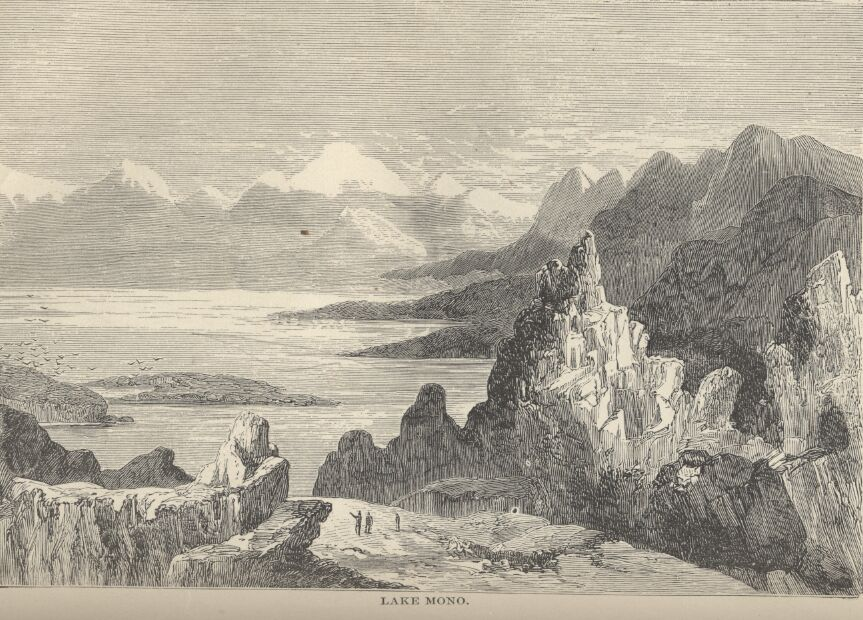
Illustration du roman de Mark Twain, À la dure, représentant Mono Lake.

La chaîne volcanique a été le sujet d'étude de plusieurs écrivains et naturalistes. Parmi eux, Mark Twain, de passage dans le bassin de Mono dans les années 1860, évoque Mono Lake mais ne mentionne pas les cratères de Mono-Inyo, à l'exception des deux îles volcaniques. Il écrit, dans À la dure (Roughing It, 1872), que le lac se trouve dans « un hideux désert sans vie et sans arbres » (« lifeless, hideous desert ») ce qui en fait une « mer solennelle, silencieuse et inanimée, […] peu favorisée sous le rapport du pittoresque » (« loneliest spot on earth […] little graced with the picturesque »),. Il ajoute, non sans emphase :

« Les îles de ce lac n'étant que de vastes amas de laves recouverts de cendres et de pierres ponces et complètement innocents de toute végétation ou de tout combustible, et les œufs de goélands n'étant absolument bons à rien à moins d'être cuits, la Nature a doté la plus grande île d'une source intarissable d'eau bouillante ; vous pouvez y mettre vos œufs : en quatre minutes d'ébullition, ils seront aussi durs à avaler que n'importe lequel des récits que j'ai pu faire en ces quinze dernières années. A moins de dix pieds de la source d'eau bouillante se trouve une pure source d'eau froide, douce et saine. De sorte que, sur cette île, on est logé, nourri et blanchi gratis [...]
II n'y a que deux saisons dans la région qui avoisine le lac Mono, — ce sont la fin d'un hiver et le commencement du suivant. Plus d'une fois, dans l'Esméralda, j'ai vu un matin parfaitement torride débuter avec 33° au thermomètre, à huit heures, puis j'ai vu la neige tomber à 35 centimètres d'épaisseur et ce même thermomètre descendre à 7° au-dessous de zéro à l'abri, avant neuf heures du soir. Dans les circonstances les plus favorables, il neige au moins une fois en chacun des mois de l'année dans la petite ville de Mono. Le climat est si incertain pendant l'été, qu'une dame qui s'en va en visite ne peut espérer parer à toutes les éventualités si elle n'emporte son éventail d'une main et ses snowboots de l'autre. La procession du 4 juillet se déroule par la neige […] »

— Mark Twain, À la dure